# John Macleod Campbell Crum
John Macleod Campbell Crum (12 octobre 1872 - 19 décembre 1958) est un prêtre anglican, écrivain et auteur d'hymnes.

## Famille et éducation
Crum est né à Mere Old Hall près de Knutsford, Cheshire de William Graham Crum, un imprimeur de calicot, et de Jean Campbell, tous deux d'origine écossaise. La famille vit plus tard à Broxton Old Hall, également dans le Cheshire. Il est le petit-fils du chimiste Walter Crum et du théologien John McLeod Campbell.
Il fait ses études au Collège d'Eton et au New College d'Oxford, où il obtient un BA en 1895 et une maîtrise en 1901.
Le 13 octobre 1908, Crum épouse Edith Frideswide Paget (1889-1910), fille de Francis Paget, évêque d'Oxford. Ils ont un fils, William Francis Crum (1910-1942), décédé à l'hôpital américain de Constantinople alors qu'il travaillait pour le British Council. Le 9 avril 1913, Crum se remarie avec Emily Clare Bale (1879-1962) ; et ont l'écrivaine Margaret Crum.

## Carrière
Crum est ordonné diacre en 1897 et prêtre en 1900. Il est vicaire de Saint-Jean l'Évangéliste de Darlington (1897-1901) et aumônier domestique de l'évêque d'Oxford (qui devient son beau-père en 1908) de 1901 à 1910. Après de courtes périodes comme vicaire de Windsor (1907-1910) et vicaire de Mentmore avec Ledburn (1910-1912), il devient recteur de Farnham, où il sert de 1913 à 1928. Il est chanoine de la Cathédrale de Canterbury de 1928 à 1943.
Crum écrit des hymnes ainsi que des livres sur l'architecture, l'histoire et la théologie. Son hymne le plus célèbre est Now the Green Blade Riseth, sur l'air d'un vieux chant de Noël français.
Il meurt à Farnham, Surrey, le 19 décembre 1958.